# 나주 심향사 석조여래좌상
나주 심향사 석조여래좌상(羅州 尋香寺 石造如來坐像)은 대한민국 전라남도 나주시 대호동, 심향사에 있는 고려시대의 불상이다. 2011년 12월 20일 전라남도의 유형문화재 제309호로 지정되었다.

## 개요
나주 심향사 석조여래좌상은 길쭉한 신체와 넓은 어깨, 네모난 넓은 무릎에서 안정감을 보여주며 편단우견의 대의를 입은 위에 오른쪽 어깨에 별도의 편삼을 걸친 착의법, 항마촉지인의 수인 등의 특징은 통일신라 후기에서부터 고려 전기에 유행한 형식이다.
그러나 장방형의 얼굴 모습과 편평한 가슴으로 볼 때 지역성에 강한 고려전기의 작품으로 추정된다. 아울러 조선시대에 후기에 용화전의 주불로서 미륵불로 신앙된 점 또한 주목되며 월출산 마애불과 더불어 후대에 변형된 미륵신앙 연구에 중요한 자료이다.
또한 전남지방의 고려전기 불상을 연구하는데 좋은 자료이며, 광배는 왼쪽 윗부분이 파손된 것을 2010년 복원수리에서 고색처리까지 하면서 보수하였다.

## 참고 자료
- 나주 심향사 석조여래좌상 - 국가유산청 국가유산포털